# Pont Victoria
Die Pont Victoria (englisch Victoria Bridge) ist eine Eisenbahn- und Straßenbrücke über den Sankt-Lorenz-Strom in der kanadischen Provinz Québec, die Montreal auf der Flussinsel Île de Montréal mit der gegenüberliegenden Gemeinde Saint-Lambert auf dem Festland verbindet.
Die 1859 fertiggestellte Brücke war die erste über den Sankt-Lorenz-Strom und galt bei ihrer Eröffnung als die längste Brücke der Welt. Sie wurde 1898 zu der gegenwärtigen Brücke umgebaut.

## Name
Die Brücke wurde ursprünglich Great Victoria Bridge (Grand Pont Victoria) zu Ehren von Queen Victoria genannt, dem Staatsoberhaupt der damaligen Provinz Kanada. Beim Umbau 1897 wurde der Name in Victoria Jubilee Bridge geändert, zur Erinnerung an den sechzigsten Jahrestag ihrer Thronbesteigung. 1978 kehrte man zum Namen Victoria Bridge bzw. in der mehrheitlich französischsprachigen Stadt zu Pont Victoria zurück.

## Gegenwärtige Brücke
Die stählerne Fachwerkbrücke führt im Inneren der Fachwerkträger die zweigleisige Strecke für die Züge der Canadian National Railway auf der Linie Montreal – Halifax sowie verschiedene exo-Nahverkehrszüge über den Strom. Außen ist an beiden Seiten ein Gitterrost angebaut, das je eine Fahrspur der Route 112 trägt. Während der Hauptverkehrszeiten morgens und abends läuft der Verkehr auf beiden Spuren in eine Richtung.
Die ohne die Zufahrtsrampen ca. 2 km lange Brücke überquert nicht nur den Strom, sondern auf der Montrealer Seite auch die Autoroute Bonaventure (Autoroute 10) und die parallele Straße Chemin des Moulins. Auf der gegenüberliegenden Seite wird die Schleuse Saint-Lambert im Canal de la Rive Sud (Kanal am Südufer), einem 1958 zur Umgehung der Lachine-Stromschnellen gebauten Abschnitt des Sankt-Lorenz-Seewegs, sowie die Autoroute René Lévesque (Autoroute 20) und die Rue Riverside überquert. Insbesondere durch den Bau des Uferkanals und der Schleuse wurde der Strom etwas schmaler, so dass nicht mehr alle der ursprünglich 24 Pfeiler im Fluss stehen.
Die Schleuse wird an ihrem unteren Ende mit einer Hubbrücke überquert, um den Seawaymax-Schiffen die festgelegte lichte Höhe von 35,5 m zu bieten. Damit der Verkehr nicht unterbrochen werden muss, wurde für den Eisenbahnverkehr eine ca. 550 m vor dem Ufer abzweigende Fachwerkbrücke zum oberen Ende der Schleuse gebaut, das ebenfalls mit einer Hubbrücke überquert wird. Die Fahrspur für den Kfz-Verkehr wird mit einer Vollwandträger-Konstruktion über die abzweigende Eisenbahn hinweggeführt. Vor der Schleuse gibt es kurze Rampen, über die der Straßenverkehr gegebenenfalls von und zu einer Straße entlang des Schleusengeländes geführt wird und über die Hubbrücke am oberen Schleusenende schließlich das andere Ufer erreicht.
Die nächste Brücke flussaufwärts ist die Autobahnbrücke Pont Champlain und flussabwärts die Pont de la Concorde / Pont des Îles zwischen dem Hafen, der Südspitze der Île Sainte-Hélène und Île Notre-Dame sowie die Pont Jacques-Cartier über die Île Sainte-Hélène.

## Geschichte

### Hohlkastenbrücke (1859)

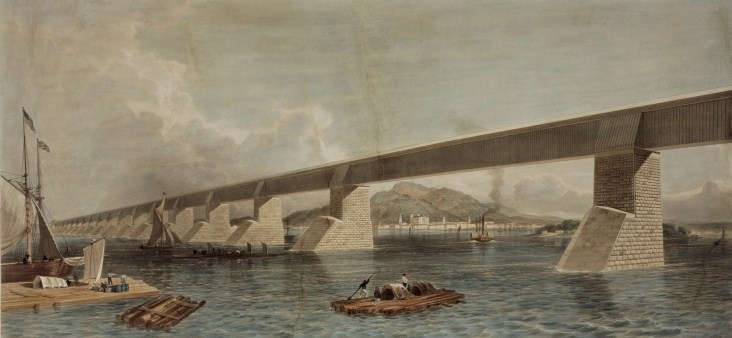
Pont Victoria, kurz vor der Fertigstellung

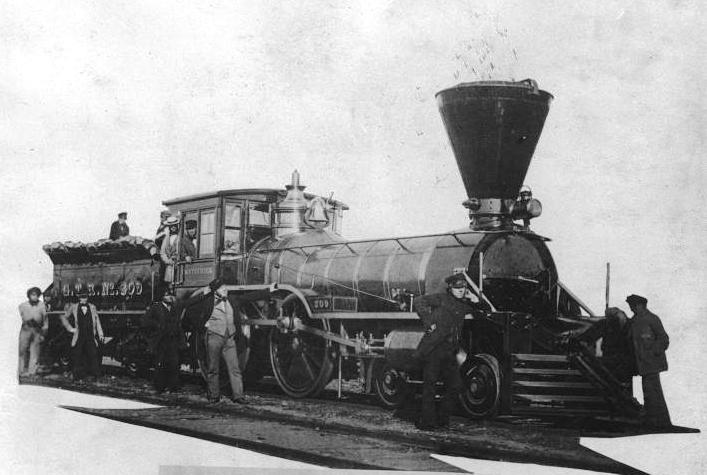
Auf der Pont Victoria verkehrende Lokomotive „Trevithick“

Der Sankt-Lorenz-Strom konnte früher nur im Sommer per Boot oder im Winter zu Fuß oder per Pferdeschlitten auf der zwischen Dezember und März geschlossenen Eisdecke überquert werden. In den Übergangsperioden war wegen des Eisgangs an eine Querung nicht zu denken. Eine Brücke wurde lange für unmöglich gehalten, bis Thomas Keefer eine machbare Trasse ermittelte. Die von der Grand Trunk Railway in Auftrag gegebene eingleisige Brücke war nicht nur für den kanadischen Eisenbahnverkehr und dessen Verbindung mit den USA besonders wichtig, sondern auch für die örtliche Bevölkerung. Die Planung wurde von Robert Stephenson zusammen mit Alexander McKenzie Ross, dem Chefingenieur der Grand Trunk Railway, erstellt, der früher mit Stephenson in England zusammengearbeitet hatte. Gebaut wurde sie von 1854 bis 1859 von dem englischen Unternehmen Peto, Brassey and Betts. Die Brücke wurde zwar Ende 1859 in Betrieb genommen, aber erst am 25. August 1860 vom Prince of Wales Albert Edward feierlich eingeweiht.
Stephenson verwendete das gleiche System, das er wenige Jahre zuvor schon bei der Conwy Railway Bridge und der Britanniabrücke in Wales erfolgreich umgesetzt hatte, nämlich vollverschlossene schmiedeeiserne Hohlkastenträger, durch die die Züge wie durch einen Tunnel fuhren. Allerdings war die Pont Victoria mehr als fünfmal so lang wie die Britanniabrücke. Die Brücke hatte 25 Öffnungen, von denen die mittlere eine Spannweite von 107 m (350 ft) und die 24 anderen Öffnungen Spannweiten von 74 m (242 ft) hatten. Die Hohlkästen wurden aus einzelnen Platten vor Ort zusammengenietet, die aus England angeliefert wurden. Während der Boden der Kästen für die Eisenbahn gerade und horizontal verlaufen musste, beschrieben ihre Dächer wie schon bei der Britanniabrücke parabolische Kurven. Die Bauhöhe der Hohlkästen verringerte sich von 6,9 m (22 ft 6″) in der Mitte auf 5,8 m (19 ft) an ihren äußeren Enden. Für die Hohlkästen wurde Eisen im Gesamtgewicht von 9433 t (10400 tons) verwendet.
Die 24 Pfeiler waren jeweils 4,6 m (15 ft) stark, die beiden mittleren jedoch 5,5 m (18 ft). Sie waren aus schweren Steinblöcken gemauert, wobei die Blöcke zusätzlich zum Mörtel mit eisernen Bolzen verklammert wurden, die mit Blei vergossen wurden. Großes Aufsehen erregten die markanten, weit ins Oberwasser reichenden abgeschrägten Strömungsteiler, die als Eisbrecher dienten und dem oft 9 m hohen, manchmal bis zu 15 m hoch auftürmenden Eisgang standhalten mussten.
Die Brücke hatte in der Hauptöffnung eine lichte Höhe von 18,3 m (60 ft), die zu den Ufern auf 11 m (36 ft) über Sommerwasserspiegel abfiel.
Die Pont Victoria war nach der Conwy Railway Bridge und der Britanniabrücke die dritte der von Robert Stephenson geplanten Hohlkastenbrücken – und gleichzeitig die letzte dieses Systems, das sich als zu teuer erwies. Schon 1852 war in Frankreich die Eisenbahnbrücke Asnières mit unter den Gleisen angeordneten Hohlkästen eröffnet worden, aber selbst diese Bauweise konnte sich damals nicht gegen die Gitterträger- und Fachwerkträgerbrücken durchsetzen.

### Fachwerkbrücke (1898)

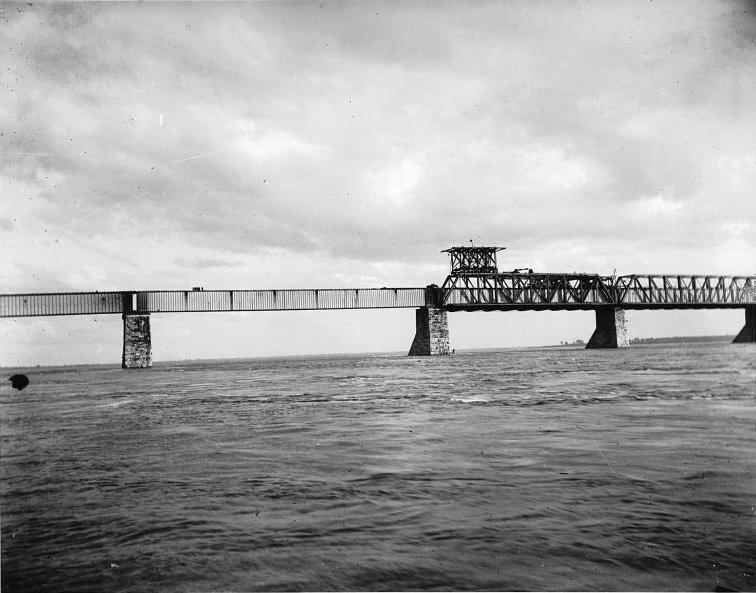
Umbau der Pont Victoria zu einer Fachwerkbrücke

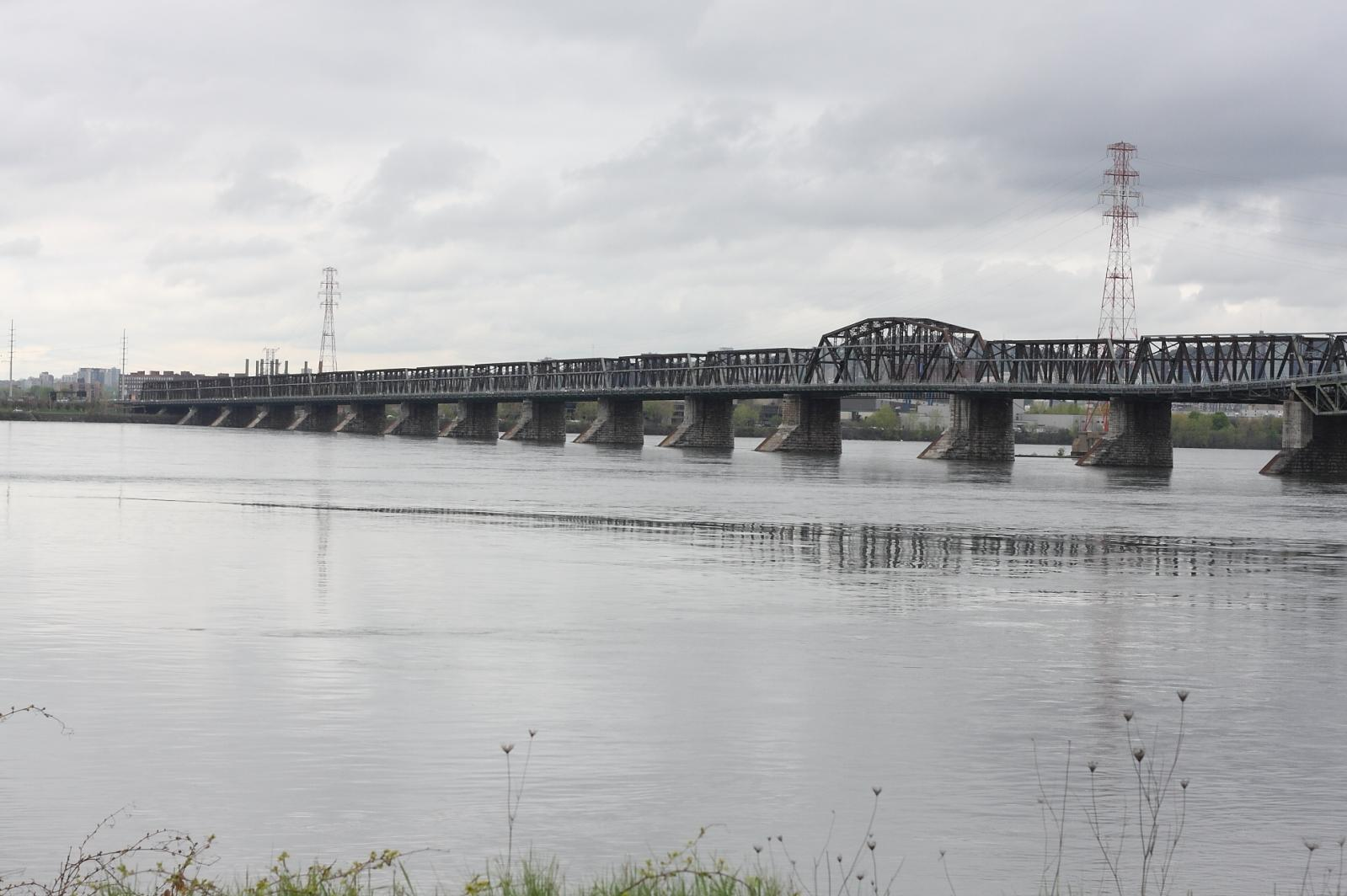
Pont Victoria (2011)

Wegen des gewachsenen Verkehrs wurde die Brücke in den Jahren 1897 bis 1898 zu einer zweigleisigen stählernen Fachwerkträgerbrücke umgebaut. Bei laufendem Verkehr wurden die neuen, deutlich größeren Fachwerkträger auf den nur geringfügig geänderten Pfeilern um die Hohlkästen herum gebaut, die anschließend demontiert wurden.

### Zusätzliche Abzweigung (1959)
1959 wurden beim Bau des Sankt-Lorenz-Seewegs mit dem Uferkanal und der Schleuse Saint-Lambert auch die beiden Hubbrücken über die Schleusenausgänge sowie der Eisenbahnabzweig zu der oberen Hubbrücke gebaut. Dazu musste im Fluss ein Weichenbauwerk aus Vollwandträgern installiert werden, die auf zusätzlichen Pfeilern lagern.